# Anderemaeus australiensis
Anderemaeus australiensis är en kvalsterart som beskrevs av J. och P. Balogh 1983. Anderemaeus australiensis ingår i släktet Anderemaeus och familjen Caleremaeidae. Inga underarter finns listade i Catalogue of Life.